# Santa Lucia del Mela
Santa Lucia del Mela é uma comuna italiana da região da Sicília, província de Messina, com cerca de 4.700 habitantes. Estende-se por uma área de 82 km², tendo uma densidade populacional de 57 hab/km². Faz fronteira com Barcellona Pozzo di Gotto, Casalvecchio Siculo, Castroreale, Fiumedinisi, Furci Siculo, Gualtieri Sicaminò, Mandanici, Merì, Pace del Mela, Pagliara, San Filippo del Mela, San Pier Niceto.

## Demografia
| Variação demográfica do município entre 1861 e 2011                               |
|                                                                                   |
| Fonte: Istituto Nazionale di Statistica (ISTAT) - Elaboração gráfica da Wikipedia |